# Toz
Pour les articles homonymes, voir Toz (homonymie).
Issu de la promulgation du code agraire de 1922 qui fixe le statut des terres en URSS, le toz (du russe Товарищество по совместной обработке земли, ТОЗ traduit en français en "Association pour la culture conjointe des terres"), est un groupement de paysans au sein duquel chacun possède sa propre exploitation et peut travailler en commun avec les autres membres dans le cadre de chantiers exigeant une main d'œuvre importante.